# 콤프턴 메너스
콤프턴 메너스(Compton Menace) 혹은 더 메너스(The Menace)는 미국 출생의 래퍼이다. 콤프턴 래퍼, 게임의 레이블 더 블랙 월 스트리트의 멤버 중의 하나이며 게임의 사촌 동생이다.

## 데뷔
그는 2008년 후반 게임이 수장으로 있는 레이블, 더 블랙 월 스트리트 레코드와 계약했다. 그 전에는 힙합 그룹 Goon Squad에도 있기도 했다. 더 블랙 월 스트리트 레이블 아래서 첫 믹스 테이프인 The Menace II Society를 발표하고 얼마 안 지나 후속 작품인 Menace 2 Society Vol 2를 공개했다.

## 데뷔 후
그의 믹스 테이프들은 괜찮은 호평을 받고 전 세계적으로 팬층을 만들어가고 있다. 지금은 게임과 같이 전 세계 공연 투어를 다니고 있다.

## 래퍼 40 Glocc과의 주먹 다짐
콤프턴 메너스는 G-Unit의 소속 래퍼 중인 하나인 40 Glocc과 공연장 뒤에서 싸우는 장면이 유튜브에 유출되기도 했다.

## 믹스 테이프
- The Menace II Society
- Menace 2 Society Vol 2